# Miguel Droguett
Miguel Ángel Droguett Hidalgo (nascido em 8 de maio de 1961) é um ex-ciclista chileno que competiu nos Jogos Olímpicos de 1984 e 1992.